# Saint-Sulpice-et-Cameyrac

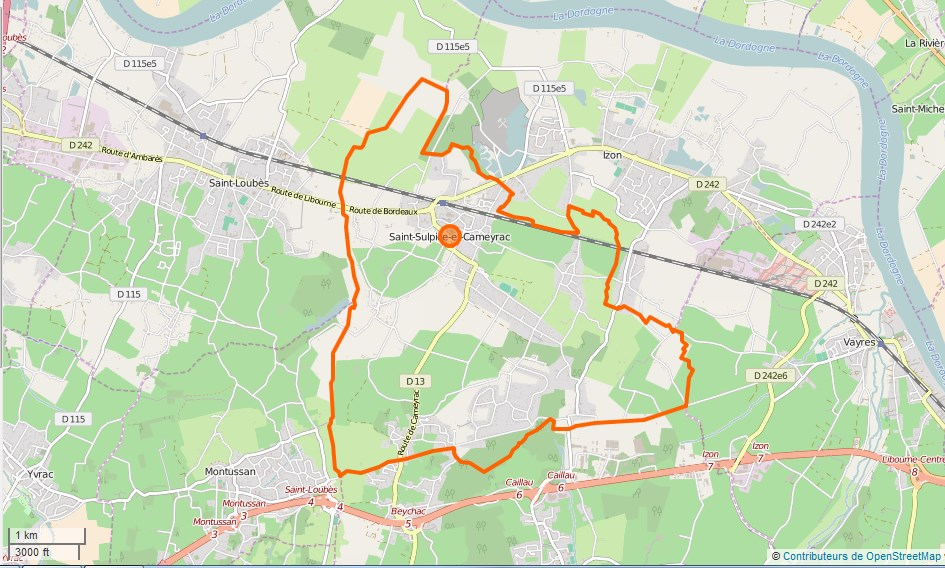
Gemeindegrenzen von Saint-Sulpice-et-Cameyrac

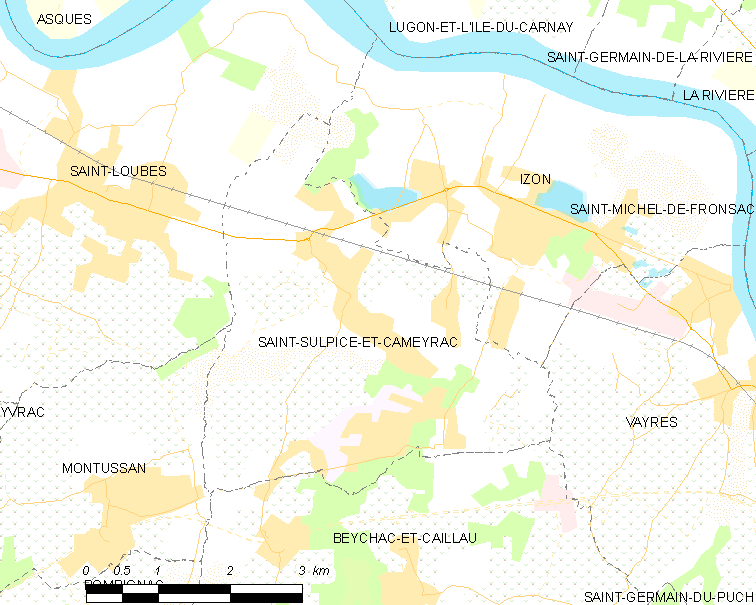
Umgebungskarte

Saint-Sulpice-et-Cameyrac ist eine französische Stadt im Département Gironde in der Region Nouvelle-Aquitaine. Die Gemeinde liegt zwischen den Städten Bordeaux und Libourne. Während Saint-Sulpice-et-Cameyrac im Jahr 1962 über 1142 Einwohner verfügte, zählt man aktuell 4.879 Einwohner (Stand 1. Januar 2022). Die Bewohner werden Saint-Sulpiciens und Saint-Sulpiciennes genannt.
Die Gemeinde gehört zum Kanton La Presqu’île im Arrondissement Bordeaux.
Saint-Sulpice-et-Cameyrac liegt im Weinbaugebiet Entre-Deux-Mers. An der westlichen Gemeindegrenze verläuft das Flüsschen Laurence.

## Bevölkerungsentwicklung
| Jahr                       | 1962 | 1968 | 1975 | 1982 | 1990 | 1999 | 2007 | 2017 |
| Einwohner                  | 1142 | 1406 | 1936 | 3215 | 3520 | 3932 | 4235 | 4614 |
| Quellen: Cassini und INSEE |      |      |      |      |      |      |      |      |

## Baudenkmäler
- Kirche Saint-Jean-Baptiste aus dem 14. Jahrhundert, seit 1925 als Monument historique eingeschrieben
- Pfarrkirche Saint-Sulpice mit Chor und Apsis aus dem 12. Jahrhundert, Glockenturm aus dem 13. Jahrhundert
- Kirche Saint-Roch aus dem 12. Jahrhundert, Apsis seit 1925 als Monument historique eingeschrieben
- Friedhofskreuz aus dem 16. Jahrhundert, seit 1908 als Monument historique klassifiziert
- Herrenhaus, genannt Schloss Badines, in der zweiten Hälfte des 16. Jahrhunderts befestigt, später umgestaltet
- Herrenhaus, genannt Schloss Quantin, in der zweiten Hälfte des 18. Jahrhunderts neu gebaut
- Bauernhof, genannt Schloss Beauval, gegen 1780 gebaut

Siehe auch: Liste der Monuments historiques in Saint-Sulpice-et-Cameyrac

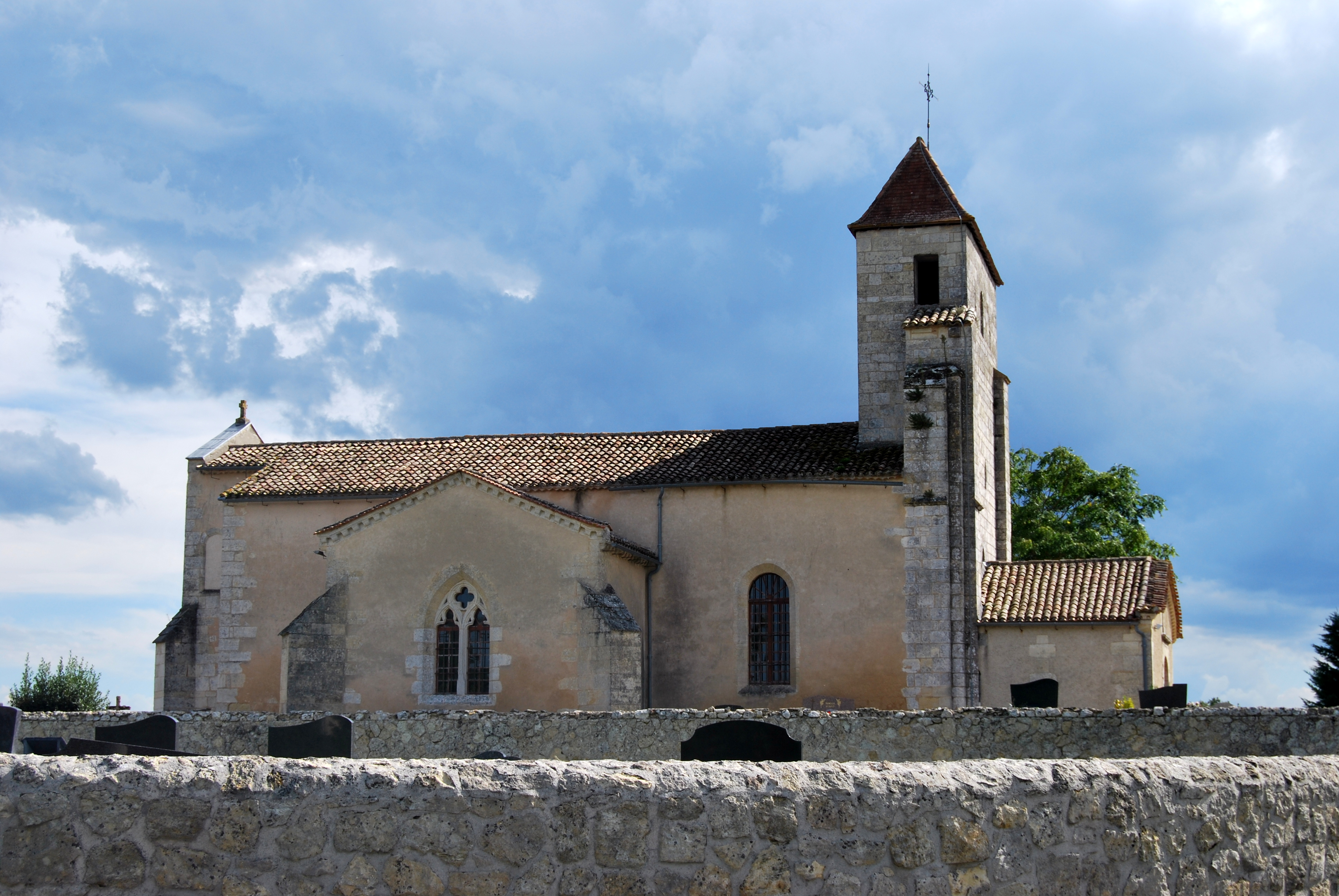
Kirche Saint-Jean-Baptiste
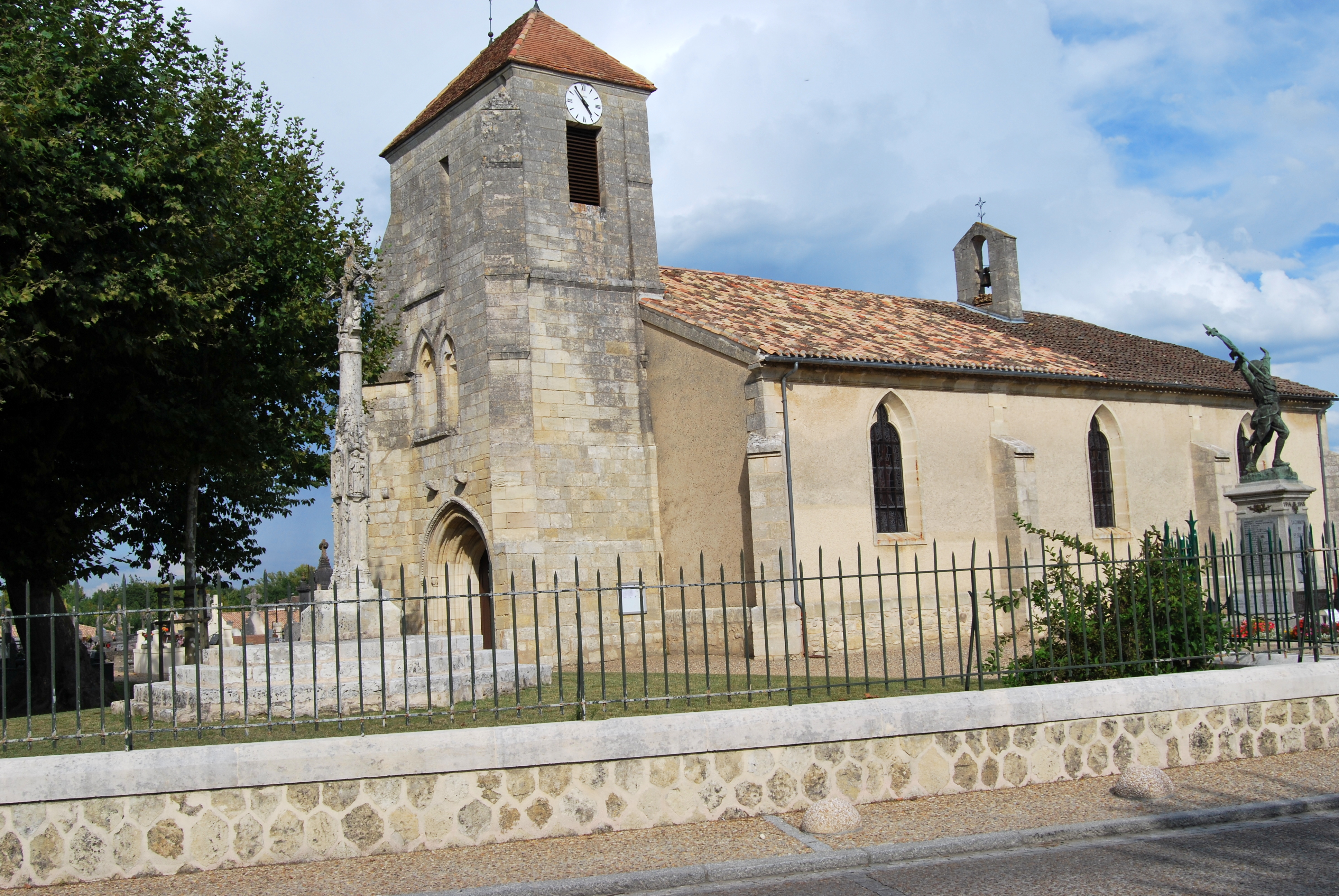
Kirche Saint-Roch
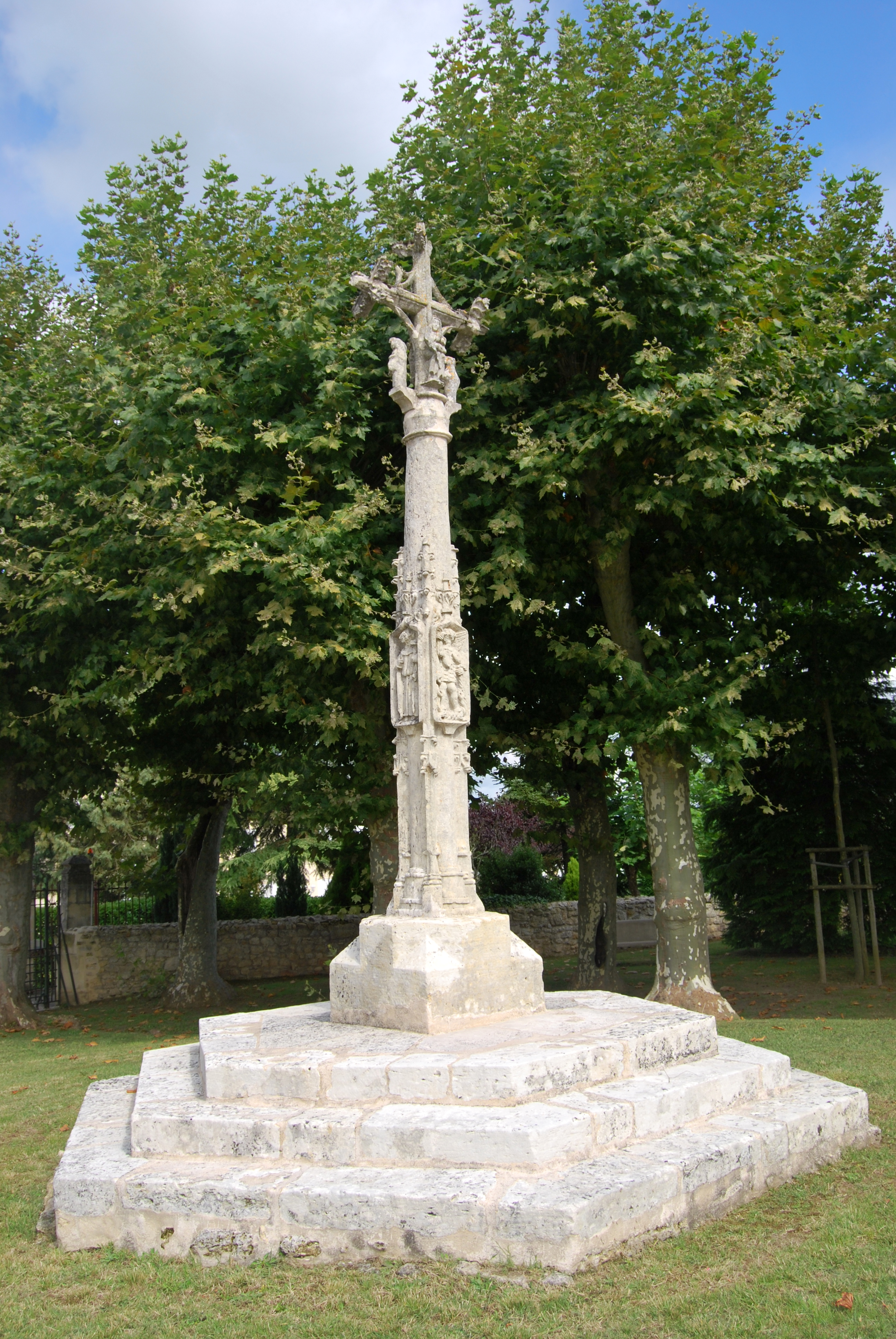
Friedhofskreuz
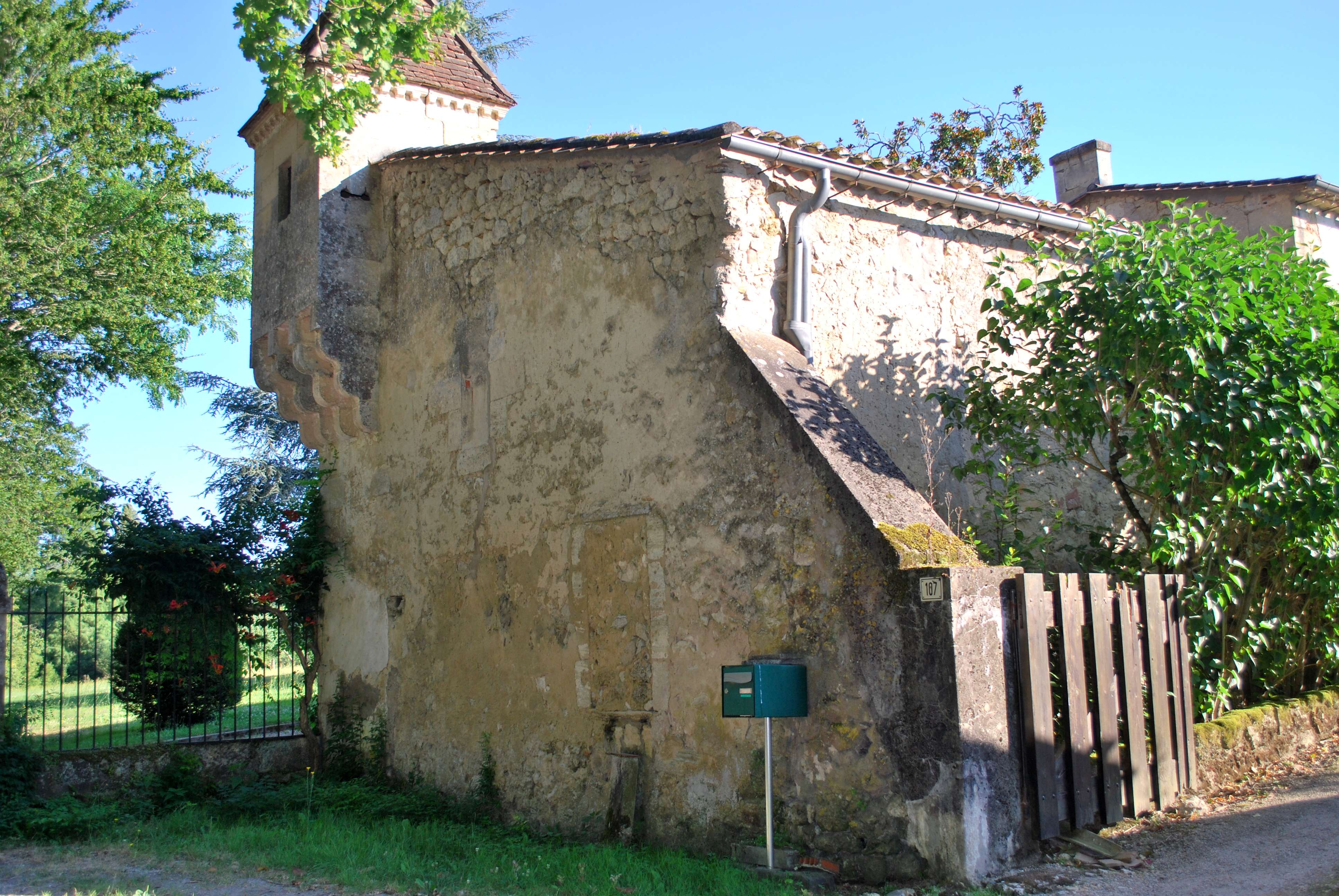
Schloss Badines